# Loudon Wainwright III
Loudon Wainwright III (Chapel Hill, 5 september 1946) is een Amerikaans songwriter, folkzanger, komiek en acteur.

## Biografie
Wainwright werd geboren als zoon van Loudon Wainwright, Jr. en Martha Wainwright. Hij werd vooral bekend vanwege zijn hit "Dead Skunk (in the Middle of the Road)" uit 1972, met pianist Teddy Wender en vanwege zijn rol als Captain Spalding (de zingende chirurg) in drie afleveringen van de televisieserie M*A*S*H. Zijn muzikale reputatie reikt echter verder. In zijn kenmerkende ironische stijl heeft Wainwright meer dan twintig albums opgenomen. Twee van zijn albums werden genomineerd voor een Grammy. Wainwright heeft ook meegespeeld in een aantal films, waaronder kleine rollen in The Aviator en Big Fish.
Wainwright groeide op in Bedford, een welvarende gemeente in Westchester County. Hij is een directe afstammeling van Peter Stuyvesant. Wainwrights carrière begon aan het eind van de jaren 60. Hij speelde al gitaar op de middelbare school maar verkocht zijn instrument om yogalessen te kunnen betalen terwijl hij in San Francisco woonde. Later, in Rhode Island, bezorgde zijn grootmoeder hem een baan op een scheepswerf. Daar schreef hij zijn eerste nummers. Nadat hij weer een gitaar had gekocht en zo'n 20 nummers had geschreven besloot Wainwright naar Boston en New York te trekken om te spelen in folkclubs.
Wainwright was een tijdlang getrouwd met de Canadese singer-songwriter Kate McGarrigle (van het folkduo Kate & Anna McGarrigle). Hun stormachtige relatie was de inspiratiebron voor enkele van zijn betere songs. Kate is tevens de moeder van twee van zijn kinderen.
Wainwrights zus Sloan is eveneens zangeres en ook zijn zoon Rufus en dochter Martha zijn singer/songwriter geworden.

## Discografie

### Albums
| Album met eventuele hitnotering(en) in de Nederlandse Album Top 100 | Datum van verschijnen | Datum van binnenkomst | Hoogste positie | Aantal weken | Opmerkingen   |
| ------------------------------------------------------------------- | --------------------- | --------------------- | --------------- | ------------ | ------------- |
| Loudon Wainwright III                                               | 1970                  | -                     |                 |              |               |
| Album II                                                            | 1971                  | -                     |                 |              |               |
| Album III                                                           | 1972                  | -                     |                 |              |               |
| Attempted mustache                                                  | 1973                  | -                     |                 |              |               |
| Unrequited                                                          | 02-1975               | -                     |                 |              |               |
| T shirt                                                             | 05-1976               | -                     |                 |              |               |
| Final exam                                                          | 1978                  | -                     |                 |              |               |
| A live one                                                          | 1979                  | -                     |                 |              | Livealbum     |
| Fame and wealth                                                     | 1983                  | -                     |                 |              |               |
| I'm alright                                                         | 1985                  | -                     |                 |              |               |
| More love songs                                                     | 1986                  | -                     |                 |              |               |
| Therapy                                                             | 1989                  | -                     |                 |              |               |
| Fame and wealth / I'm alright                                       | 1991                  | -                     |                 |              | Verzamelalbum |
| History                                                             | 21-09-1992            | -                     |                 |              |               |
| Career moves                                                        | 1993                  | -                     |                 |              | Livealbum     |
| One man guy: The best of Loudon Wainwright III 1982–1986            | 1994                  | -                     |                 |              | Verzamelalbum |
| Grown man                                                           | 02-10-1995            | -                     |                 |              |               |
| Little ship                                                         | 06-10-1997            | -                     |                 |              |               |
| The BBC sessions                                                    | 1998                  | -                     |                 |              | Livealbum     |
| Social studies                                                      | 1999                  | -                     |                 |              |               |
| Last man on earth                                                   | 24-09-2001            | -                     |                 |              |               |
| So damn happy                                                       | 19-08-2003            | -                     |                 |              | Livealbum     |
| Here come the choppers                                              | 2005                  | -                     |                 |              |               |
| Strange weirdos                                                     | 22-05-2007            | -                     |                 |              |               |
| Recovery                                                            | 19-08-2008            | -                     |                 |              |               |
| High wide & handsome: The Charlie Poole project                     | 17-08-2009            | -                     |                 |              |               |
| 10 Songs for the new depression                                     | 07-2010               | -                     |                 |              |               |
| Older than my old man now                                           | 13-04-2012            | 21-04-2012            | 96              | 2            |               |

| Album met hitnotering(en) in de Vlaamse Ultratop 200 albums | Datum van verschijnen | Datum van binnenkomst | Hoogste positie | Aantal weken | Opmerkingen |
| ----------------------------------------------------------- | --------------------- | --------------------- | --------------- | ------------ | ----------- |
| Older than my old man now                                   | 2012                  | 28-04-2012            | 75              | 2            |             |

### Singles
| Single met eventuele hitnotering(en) in de Nederlandse Top 40 | Datum van verschijnen | Datum van binnenkomst | Hoogste positie | Aantal weken | Opmerkingen    |
| ------------------------------------------------------------- | --------------------- | --------------------- | --------------- | ------------ | -------------- |
| Dead skunk / Needless to say                                  | 1973                  | -                     |                 |              |                |
| Down drinking at the bar / I am the way                       | 1974                  | -                     |                 |              |                |
| Five years old / Rambunctious                                 | 1983                  | -                     |                 |              |                |
| Cardboard boxes / Colours                                     | 1985                  | -                     |                 |              |                |
| Unhappy anniversary / The acid song                           | 1986                  | -                     |                 |              |                |
| Thank you, girl / My girl                                     | 1987                  | -                     |                 |              | met John Hiatt |
| Your mother and I / At the end of a long lonely day           | 1987                  | -                     |                 |              | met John Hiatt |
| T.S.D.H.A.V. / Nice guys                                      | 1989                  | -                     |                 |              |                |
| Jesse don't like it (Live) / T.S.D.H.A.V. (Live)              | 1990                  | -                     |                 |              |                |

## Filmografie
- Knocked Up .... gynaecoloog
- For Your Consideration (2006) .... Ben Connelly
- Elizabethtown  (2005) .... Uncle Dale
- The 40-Year-Old Virgin (2005) .... Priest
- The Aviator (2004) .... Cocoanut Grove zanger #2
- Big Fish (2003) .... Beamen
- Undeclared (2001) TV Series .... Hal Karp
- 28 Days (2000) .... Guitar guy
- Jacknife (1989) .... Ferretti
- The Slugger's Wife (1985) .... Gary
- M*A*S*H (1975) ... Capt. Calvin Spaulding, de zingende chirurg